# Testibiopal·ladita
La testibiopal·ladita és un mineral de la classe dels sulfurs que pertany al grup de la cobaltita.

## Característiques
La testibiopal·ladita és un sulfur de fórmula ideal PdSbTe. Cristal·litza en el sistema isomètric. La seva duresa a l'escala de Mohs es troba entre 3,5 i 4. Va ser descrita l'any 1974 a partir d'unes mostres recollides a la República Popular de la Xina i que es consideraven insuficients. Finalment va poder ser aprovada com a espècie vàlida per l'Associació Mineralògica Internacional en el mes de setembre de l'any 2023.

## Formació i jaciments
Va ser descrita originàriament amb mostres recollides al dipòsit de coure, níquel i PGE de Yangliuping, situat al comtat de Danba, dins la prefectura Autònoma de Garzê (Província de Sichuan, República Popular de la Xina).